# ЗИС-6

## История
Проектирането на 107 мм танково оръдие започва през 1940 г. в ОКБ № 92. Първоначално оръдието получава индекс Ф-42 и за база е използвано 85 мм танково оръдие Ф-39 (обр. 1939 г.). Проектното предназначение е за перспективни тежки танкове от типа на КВ-1.
Опитния образец е изготвен в първите месеци на 1941 г. и до март преминава лафетни полигонни изпитания. В края на март същата година оръдието е монтирано в куполата на танк КВ-2. През април започва производството на Ф-42 с увеличена начална скорост на снаряда (830 м/сек), предназначено за танковете КВ-3 и КВ-5. Същият месец оръдието получава индекс ЗИС-6. До средата на юни 1941 г. оръдието преминава изпитания, по време на които е установено, че стрелбата с предвидения унитарен изстрел е изключително трудна. Поради това е преработено във вариант за разделно пълнене и е монтиран дотиквач.
В периода юли – август 1941 г. са изготвени пет серийни образци ЗИС-6. След това производството спира поради липсата на готови танкове КВ-3 и КВ-5.
В началото на 1942 г. е направена промян в затвора на ЗИС-6, като той е бил опростен подобно на използвания в ЗИС-5. Монтиран е крачен спусък, подобен на използвания във Ф-34. От този тип са произведени няколко оръдия и производството отново е спряно. През следващата, 1943 г. оръдието е препроектирано и калибърът е изменен на 100 мм.
В средата на 1943 г. окончателно става ясно, че поради липсата на боеприпаси и необходиостта от възобновяването на производството на 106,7 мм цев (изготвяна в разрушения завод „Барикади“ – Ленинград) ЗИС-6 няма да бъде пуснат в серийно производство. По-късно е взето решение да се премине на 100 мм калибър, който е бил усвоен достатъчно добре.

## Боеприпаси
| Снаряд             | Тегло, кг.         | Тегло на ВВ, г.    | Тип взривател      |
| Осколъчни, фугасни | Осколъчни, фугасни | Осколъчни, фугасни | Осколъчни, фугасни |
| ------------------ | ------------------ | ------------------ | ------------------ |
| ОФ-420             | 17.2               | 2.15               | РГМ, Д-1           |
| ОФ-420             | 17.4               | 2.01               | УТГ-2              |
| О-420              | 16,54              | 1.8                | УТГ-2              |
| Бронебойни         |                    |                    |                    |
| Б-420              | 18,86              | 0,44               | ДР-1, ДР-5, ДР     |
| Шрапнелни, картеч  |                    |                    |                    |
| Щ-422              | 17,25              | 0,44               | 45 с тръбичка      |
| Щ-422Т             | 16,44              | 0,44               | Т-6                |
| Запалителни        |                    |                    |                    |
| З-422              | 17,2               | 0,035/1,6          | -                  |
| Димни              |                    |                    |                    |
| Д-422У             | 16,73              | 0,32/1,76          | УТГ-2              |

## Модификации
- ЗИС-6А – танкова оръдейна установка, която включва 107 мм танково оръдие ЗИС-6, 45 мм танково оръдие 20К и картечница ДТ, монтирани в една маска. Предвидени за въоръжаването на КВ-3 и КВ-5. Създадена през 1942 г. Не е монтирана на танк.